# Chevrolet Silverado
Chevrolet Silverado este un pick-up produs de General Motors din 1998 până în prezent (2021). În prezent, au fost vândute aproximativ 998.051 unități ale camionului. Vehiculul a înlocuit Chevrolet C/K, cu toate acestea, C/K a fost produs până în 2003, ceea ce înseamnă că au fost produse împreună cu Silverado până în 2003. Vehiculul este al doilea cel mai popular pick-up din Statele Unite alături de Ford F-Series. Vehiculul este produs în multe stiluri de caroserie și, ca și predecesorul său, Chevrolet Suburban își folosește și șasiul. În ciuda faptului că vehiculul este foarte popular, se spune că ar fi înlocuit cu camioneta VIA VTRUX, dezvoltată de VIA Motors.
General Motors spune că VIA TRUX ar putea înlocui Chevrolet Silverado în 2022, însă acest lucru ar putea fi întârziat. Vehiculul este exportat și în Italia, Grecia, România, Cuba, Danemarca și Franța. În 2015, vehiculul a primit motoare modernizate, astfel încât acesta să fie mai rapid și mai fiabil. Din 2016, vehiculul a început să fie exportat și în Brazilia și Germania. În 2015 au fost vândute în jur de 30.000 de unități. Vehiculul concurează împotriva Dodge Ram, Ford F-Series, Nissan Titan și Toyota Tacoma.